# Euforbo
Euforbo era un médico griego al servicio de Juba II de Mauritania. Escribió que un cactus, similar a la Euphorbia, era un poderoso laxante. En el año 12 a. C., Juba nombró esta planta en honor de su médico Euforbo después de que Augusto dedicara una estatua a Antonio Musa, el médico personal de Augusto y hermano de Euforbo. En 1753, el botánico y taxónomo Carlos Linneo asignó el nombre de Euphorbia a todo el género en honor del médico.
Según Plinio el Viejo, una planta que Juba II encontró en las montañas del Atlas recibió el nombre de Euphorbia en honor de este médico. Galeno menciona un tratado escrito por Juba sobre las virtudes de esta planta. Salmasi intentó demostrar que la planta ya tenía ese nombre antes del tiempo de Juba y ya fue mencionada por Meleagro doscientos años antes, y podría ser que hubiera una confusión entre dos plantas: εὐφόρβης y ἐκ φορβῆς.